# Donsissonia
Donsissonia es un género de foraminífero bentónico de la Subfamilia Eponidinae, de la Familia Eponididae, de la Superfamilia Discorboidea, del Suborden Rotaliina y del Orden Rotaliida. Su especie-tipo es Donsissonia repandus. Su rango cronoestratigráfico abarca el Holoceno.

## Clasificación
Donsissonia incluye a la siguiente especie:
- Donsissonia repandus